# Guitarró
El guitarró es un instrumento musical de cuerda (cordófono) punteado en forma de guitarra, de dimensiones menores que ésta, aunque mayores que las del requinto y el cavaquiño. Proviene de una serie de guitarras pequeñas que fueron muy populares en el Barroco.
Es un instrumento muy típico en Islas Baleares y Valencia, donde puede acompañar los bailes tradicionales.
En el presente artículo se conserva el término valenciano guitarró a fin de evitar confundirlo con otros instrumentos ajenos al folklore valenciano o balear, como el guitarrón mexicano, de nomenclatura similar, pero de características completamente diferentes, ya que en valenciano la terminación –ó es una forma de indicar diminutivo y es, por tanto antagónica al sufijo aumentativo castellano –ón.
Por su morfología se distinguen dos tipos de guitarró denominados mascle (macho) y femella (hembra), en referencia a la extensión de sus respectivos mástiles: en el mascle su longitud abarca 16-17 trastes, mientras que en la femella presenta 9 trastes.

## Apunte histórico sobre su origen
En el siglo XVII convivían dos tipos de instrumentos cordófonos punteados derivados de la guitarra latina y de características similares: la vihuela y la guitarra. A la primera se la consideraba aristocrática y apta para la ejecución de punteados y melodías polifónicas, mientras que la segunda era tildada de plebeya y su uso se restringía al acompañamiento rítmico-armónico del canto popular. Es muy probable que el guitarró mascle derive de la vihuela, mientras que la femella sería el instrumento más agudo (soprano) de la extinta familia de guitarras antiguas usada por el pueblo llano.

## Afinación de guitarró
El guitarró consta de cinco cuerdas, la 4ª y la 5ª afinadas una octava más aguda de lo que les correspondería, según el patrón habitual descendente.
Según transmisión oral directa recibida de D. José Lorente Fernández, tocador de guitarró, la afinación correspondiente es (comenzando por la prima):
Mascle: fa4 - do4 - la b3 - mi b 4 - si b3
Femella: la 4 - mi4 - do4 - sol4 - re4
Esta afinación hace que tenga un sonido entre la voz humana y el resto de instrumentos de cuerda en una rondalla
Sin embargo, el timbre de ambos instrumentos es tan parecido que, a efectos prácticos, puede utilizarse indistintamente uno u otro según el criterio del instrumentista. En realidad, el tocador escoge el instrumento en función de la tonalidad en que interpreta, pues sus distintas afinaciones permiten fórmulas de floreo improvisado más o menos ricas según qué tonalidad. De todos modos, dado que la femella está afinada una tercera mayor más aguda que el mascle, es habitual que el intérprete utilice únicamente un mascle, haciendo uso de una cejilla en el cuarto traste cuando considera que convendría emplear la femella.
El guitarró, por su afinación característica, es un instrumento transpositor, por lo que el sonido real del acompañamiento está una segunda menor más aguda en el caso del mascle y una cuarta justa más aguda en el de la femella.

## Patrones armónicos de acompañamiento
Los acordes que corresponden al guitarró en el acompañamiento de los diferentes estilos de valencianas son:
U (mascle) : Si 7 – mi m – Do – Si 7 – Sol – Do – Re7 – Sol – Do – Si7
U i dos (mascle) : Mi – Si7
U i dotze (mascle) : Si – Fa#7
Riberencas (femella): Mi(7)-la m-Fa -Mi(7)- Sol -Do -Fa -Do-Sol- Do- Fa-Mi(7)
Es el guitarró el instrumento que, a modo de auténtico concertino de la rondalla, va coordinando y marcando los cambios armónicos (ritmo armónico) mediante células rítmico-melódicas características.